# Rue Pluche
La rue Pluche est une voie de la commune de Reims, située au sein du département de la Marne, en région Grand Est.

## Situation et accès
Elle relie les places du centre ville, celle du forum et celle Léon Bourgeois. Elle côtoie le square Charles Sarrazin.

## Origine du nom
Elle porte le nom de Noël-Antoine Pluche (1688-1761), qui possédait la maison actuellement square, il était le fils d'un boulanger rémois, fut professeur de rhétorique à l'université, puis directeur du Séminaire de Laon, il dut fuir après avoir protesté contre la Bulle Unigenitus.

## Historique
Anciennement nommée « rue du Renard-Blanc », puis "rue de la Bûchette", elle prend sa dénomination actuelle par délibération du 22 novembre 1841 .